# Monnina cuspidata
Monnina cuspidata là một loài thực vật có hoa trong họ Polygalaceae. Loài này được Benth. mô tả khoa học đầu tiên năm 1839.